# 平子茂
平子 茂（ひらこ しげる、1957年6月24日 - 2009年4月23日）は、岡山県出身の元競艇選手。登録番号2897。身長159cm。血液型A型。44期。岡山支部所属。師匠は林通。

## 来歴
- 1979年3月、デビュー。
- 2009年3月まで日本モーターボート競走会中国地区担当理事を歴任。
- 2009年4月23日、岡山市南区藤田の国道30号上の横断歩道を歩行中に交通事故に遭い、病院に運ばれたが全身を強打しており、死去した。最後のレースは前日に浜名湖競艇場で行われた「日本モーターボート選手会会長杯」11R選抜戦（5着）だった[1]。

## 生涯成績
- 通算出走回数 7054走
- 通算勝利回数 1717勝
- 通算優勝回数 41回
- 通算勝率 6.05